# Гремящий (прам)
«Гремящий» — прам Балтийского флота Российской империи, участник Русско-шведской войны 1788—1790 годов.

## Описание судна
Один из двух парусно-гребных прамов с деревянным корпусом одноимённого типа, построенных на верфях Санкт-Петербурга и Лодейного поля. Длина судна по сведениям из различных источников составляла 36,58—36,6 метра, ширина — 10,7 метра, а осадка от 2,9 метра. Вооружение cjcnfdkzkb 38 орудий, включавшие восемнадцать 30-фунтовых и двадцать 12-фунтовых пушек.

## История службы
Прам «Гремящий» был заложен на стапеле Галерной верфи в Санкт-Петербурге 9 (20) декабря 1785 года и после спуска на воду 16 (27) октября 1786 года вошёл в состав Балтийского флота России. Строительство вёл кораблестроитель С. Дуракин.
Принимал участие в Русско-шведской войне 1788—1790 годов. В кампанию 1788 года находился в составе гребной эскадры, в отряде под командованием капитана 1-го ранга П. Б. Слизова с 11 (22) по 14 (25) сентября совершил переход из Кронштадта через Выборг в Транзунд. 28 сентября (9 октября) эскадра ушла от Транзунда и к 3 (14) октября вернулась в Кронштадт.
В мае следующего 1789 года в составе Резервной эскадры прам вышел на кронштадтский рейд. 20 (31) июля в составе отряда взял курс от Кронштадта к острову Аспэ, однако из-за противных ветров отстал от остальных кораблей и зашел в Выборгский залив. В конце августа того же года ушёл из залива к Роченсальму и Фридрихсгаму, а осенью перешёл оттуда в Выборг на зимовку.
В мае 1790 года вышел на выборгский рейд в составе эскадры под общим командованием вице-адмирала Т. Г. Козлянинова, после чего ушёл к Транзунду, где 3 (14) июня вёл бомбардировку шведских судов. С 24 июня (5 июля) по 27 июня (8 июля) в составе эскадры совершил переход до Роченсальма, а после до Фридрихсгама. С 18 (29) августа по 26 августа (6 сентября) с отрядом перешёл в Кронштадт.
Больше прам «Гремящий» в море не выходил и по окончании службы до 1805 года был разобран в Кронштадте.

## Командиры судна
В таблице приведены командиры прама «Гремящий» за всё время его службы в составе Российского императорского флота.
| Годы службы    | Звание            | Имя и фамилия            | Комментарий | Прим.        |
| -------------- | ----------------- | ------------------------ | --- | ------------ |
| 1788 год       | капитан-лейтенант | Александр Савич Бабаев   | Командовал прамом в плавании к Транзунду. До назначения командиром прама служил кораблях «Благополучие» и «Святой Пантелеймон», пинке «Кильдюин», транспорте «Холмогоры», фрегатах «Лёгкий» и «Полярная Звезда». После командования прамом служил на корабле «Виктор», командовал бомбардирским кораблём «Страшный», фрегатами «Мстиславец» и «Наян», транспортом «Соловки», госпитальным кораблём «Святой Пантелеймон», кораблями «Святой Пётр» и «Москва».             | [ 1 ] [ 7 ]  |
| 1789 год       | капитан-лейтенант | Богдан Иванович Чертов   | Командовал прамом в плаваниях к Роченсальму и Фридрихсгаму. До назначения командиром прама служил на пинке «Кола», фрегате «Воин», кораблях «Кир Иоанн» и «Царь Константин». После командования прамом также командовал шебекой «Биорн-Корнзунд», фрегатами «Святая Екатерина», «Рига» и «Автроил», с 1800 года служил советником счётной экспедиции. | [ 1 ] [ 8 ]  |
| 1790—1794 годы | капитан-лейтенант | Андрей Васильевич Певцов | Командовал прамом во время боя со шведскими судами и при кронштадтском порте. До назначения командиром прама служил на транспорте «Соломбал», кораблях «Благополучие» и «Вышеслав», командовал рижской брандвахтой и полупрамом «Леопард». После командования прамом также командовал фрегатами «Кронштадт», «Ярославец» и «Подражислав», кораблями «Изяслав», «Победослав» и «Иона», а также служил командующим Каспийской флотилией.                                   | [ 1 ] [ 9 ]  |
| 1797—1798 годы | капитан-лейтенант | Тостон Мур               | Командовал прамом при кронштадтском порте. До назначения командиром прама служил на бомбардирском корабле «Страшный» и корабле «Ярослав», командовал кораблём «Финланд», а также двумя кораблями и двумя фрегатами при кронштадтском порте. После командования прамом также командовал кораблями «Никанор», «Мстислав», «Максим Исповедник», «Борей», «Мироносец», «Ростислав», «Память Евстафия» и «Принц Густав», а также служил командиром Первого флотского экипажа. | [ 1 ] [ 10 ] |